# ثيودور موريل
ثيودور جيلبرت موريل (بالألمانية: Theodor Gilbert Morell) (22 يوليو 1886 - 26 مايو 1948) كان طبيبا ألمانيًا اشتهر بأنه الطبيب الشخصي لأدولف هتلر. كان موريل معروفًا في ألمانيا بعلاجاته غير التقليدية. لقد ساعد هتلر يوميًا في كل ما فعله تقريبًا لعدة سنوات وكان بجانب هتلر حتى المراحل الأخيرة من معركة برلين. حصل موريل على جوائز عالية من هتلر، وأصبح مليونيرًا من الصفقات التجارية مع الحكومة النازية التي أصبحت ممكنة بفضل وضعه.

## السنوات المبكرة
كان موريل هو الابن الثاني لمعلم في مدرسة ابتدائية وُلِد ونشأ في قرية صغيرة من مونتسنبرغ (هسن) في أعالي ولاية هيسن. درس الطب في غرونوبل وباريس ثم تدرب في أمراض النساء والتوليد في ميونيخ عام 1910. في 23 مايو 1913 أكمل درجة الدكتوراه وحصل على ترخيص كامل كطبيب، خدم كطبيب سفينة حتى عام 14 عندما تطوع للخدمة في الجبهة خلال الحرب العالمية الولى. خدم موريل كضابط طبي في كتيبة الجيش حتى عام 117. بحلول عام918 ، كان في برلين مع ممارسته الطبية لخاصة، وفي عام 1920 تزوج هانيلو مولر، الممثلة الثرية. قام بتزويد مكتبه بأحدث التقنيات الطبية من خلال ثروة زوجته. استهدف علاجاته غير التقليدية في سوق راقية، وأصبحت ممارسته شائعة لعلاج الأمراض الجلدية والتناسلية، ورفض الدعوات ليكون طبيبًا شخصيًا لكل من شاه بلاد فارس وملك رومانيا.

## المسار المهني

### طبيب هتلر
انضم موريل إلى الحزب النازي عندما وصل هتلر إلى السلطة في عام 1933. في عام 1935، نجح موريل في علاج مصور هتلر الشخصي، هاينريش هوفمان. أخبر هوفمان هتلر أن موريل أنقذ حياته. التقى هتلر بموريل في عام 1936، وبدأ موريل في علاج هتلر بالعديد من المستحضرات التجارية، بما في ذلك مزيج من الفيتامينات وبكتيريا الإشريكية القولونية المتحللة المائي المسماة موتافلور تحلل مائي والتي نجحت في علاج تقلصات المعدة الشديدة لهتلر. من خلال وصفات موريل، اختفى أيضًا الطفح الجلدي في الساق الذي أصيب به هتلر.  كان هتلر مقتنعًا بعبقرية موريل الطبية وأصبح موريل جزءًا من دائرته الاجتماعية الداخلية.
حاول بعض المؤرخين تفسير ذلك من خلال الاستشهاد بسمعة موريل في ألمانيا للنجاح في علاج مرض الزهري، جنبًا إلى جنب مع مخاوف هتلر (المتوقعة) من المرض، الذي ربطه ارتباطًا وثيقًا باليهود. وعلق آخرون على احتمال ظهور أعراض واضحة لمرض باركنسون على هتلر، خاصة قرب نهاية الحرب.
أوصى هتلر بموريل للآخرين من القيادة النازية، لكن معظمهم، بما في ذلك هيرمان جورينج وهاينريش هيملر، رفضوا موريل ووصفوه بأنه دجال.
عندما انزعج هتلر من الترنح في الصباح، كان موريل يحقنه بمحلول من الماء ممزوجًا بمادة من عدة عبوات صغيرة محشوة بالذهب، والتي أطلق عليها اسم «فيتامولتين». سوف ينهض هتلر وينتعش وينشط. أعطى هتلر حزمة لهيملر، الذي أصبح مشبوهًا على الفور، وبدلاً من ذلك أمر سراً أحد أطبائه في قوات الأمن الخاصة، إرنست غونتر شينك، باختبارها في المختبر. وجد أنه يحتوي على الميثامفيتامين. في مناسبة واحدة على الأقل، أمر هتلر بإيقاف قطاره الخاص حتى يتمكن موريل من حقنه دون القلق بشأن تدافع القطار. 
وصف سبير موريل بأنه انتهازي، الذي بمجرد أن حصل على مكانة كطبيب هتلر، أصبح مهملاً للغاية وكسولاً في عمله. بحلول عام 1944، طور موريل منافسة عدائية مع الدكتور كارل براندت، الذي كان يحضر هتلر منذ عام 1934. على الرغم من انتقاد براندت والأطباء الآخرين، إلا أن موريل كان دائمًا «يُعاد إلى الأفضلية».
لم يحظى موريل بشعبية بين حاشية هتلر، الذين اشتكوا من آداب المائدة الفظة للطبيب وسوء النظافة ورائحة الجسم. يقال أن هتلر رد «أنا لا أستخدمه في عطره، ولكن لأعتني بصحتي». أطلق هيرمان جورينج على Morell Der Reichsspritzenmeister ، ("Reich Master of Injections")، والاختلافات حول هذا الموضوع، مما يشير إلى أن موريل لجأ إلى استخدام الحقن بالمخدرات عند مواجهة مشاكل طبية، والإفراط في استخدامها.

### المواد التي كانت تدار لهتلر
احتفظ موريل بمفكرة طبية عن الأدوية والمقويات والفيتامينات والمواد الأخرى التي أعطاها لهتلر، عادة عن طريق الحقن (حتى 20 مرة في اليوم) أو في شكل حبوب. كانت معظمها تحضيرات تجارية، وبعضها كان مزيجًا خاصًا بموريل. نظرًا لأن بعض هذه المركبات تعتبر سامة، فقد تكهن المؤرخون بأن موريل ساهم عن غير قصد في تدهور صحة هتلر. تتضمن القائمة المجزأة (أدناه) لنحو 74 مادة (في 28 مزيجًا مختلفًا). أُعطِيت لهتلر العقاقير ذات التأثير النفساني مثل الهيروين بالإضافة إلى السموم التجارية. من بين المركبات، حسب الترتيب الأبجدي، كانت:
1. بروم نيرفاسيت: بروميد، ثنائي إيثيل باربيتورات الصوديوم، بيراميدون، منذ أغسطس 1941 يتم تناول ملعقة من هذا المهدئ كل ليلة تقريبًا، لمواجهة التحفيز من الميثامفيتامين والسماح بالنوم.[8]
2. كارديازول وكورامين: منذ عام 1941 لعلاج وذمة الساق.
3. تشينورين: مستحضر يحتوي على الكينين لنزلات البرد والإنفلونزا.
4. الكوكايين والأدرينالين (عن طريق قطرات العين)[14]
5. كورامين: نيكيثاميد يُحقن عند تخديره بشكل غير ملائم بالباربيتورات. بالإضافة إلى ذلك، قد يستخدم Morell Coramine كجزء من «منشط» لجميع الأغراض.
6. Cortiron: حقن Desoxycorticosterone Acetate IM لضعف العضلات، مما يؤثر على استقلاب هيدرات الكربون.
7. Antigaspills من Doktor Koster : 2-4 أقراص قبل كل وجبة، بإجمالي 8-16 حبة في اليوم،[15] منذ عام 1936 مستخلص البيلادونا وStrychnos nux vomica بجرعات عالية، من أجل الشهب.[13][16]
8. Enbasin: سلفوناميد، داخل الأمعاء 5cc ، للعدوى المتنوعة.
9. يوفلات: خلاصة الصفراء، راديكس أنجليكا، الصبار، بابافيرين، كافيين، بنكرياتين، فيل توري - حبوب، للنيازك، وعلاج اضطرابات الهضم.
10. يوكودال: جرعات كبيرة من أوكسيكودون، للتشنجات المعوية، مسكن للألم.[17]
11. Eupaverin Moxaverine: مشتق isoquinoline للتشنجات المعوية والقولون.
12. الجلوكوز: 1938 حتى 1940 كل يوم ثالث حقن جلوكوز 5 و 10٪ لتقوية تأثير ستروفانثوس
13. Glyconorm: ميتفورمين،[8] إنزيمات التمثيل الغذائي (Cozymase I و II)، والأحماض الأمينية، والفيتامينات - محلول قابل للحقن كمقوي
14. هوماتروبين: هوماتروبين. HBr 0.1 جم، كلوريد الصوديوم 0.08 جم؛ يضاف الماء المقطر 10 مل. قطرات العين لمشاكل العين اليمنى.
15. إنتيلان: فيتامينات أ، د 3، ب 12 مرتين في اليوم - أقراص كمقوي ومنشط.
16. Camomilla Officinale: البابونج - الحقن الشرجية المعوية، بناءً على طلب المريض الشخصي
17. Luitzym: بعد كل وجبة إنزيمات مع Cellulase و Hemicellulases و Amylase و Proteases لمشاكل معوية والشهب.
18. موتافلور: مستحلب من سلالات الإشريكية القولونية - أقراص مغلفة معوية لتحسين الفلورا المعوية. وصفوا لهتلر لانتفاخ البطن في عام 1936، وهو أول علاج دوائي غير تقليدي من موريل. البكتيريا المستزرعة من براز الإنسان، انظر: «الإشريكية القولونية»[14]
19. Omnadin: خليط من مركبات البروتين والدهون الصفراوية والدهون الحيوانية، يؤخذ في بداية العدوى (مع فيتامولتين).
20. أوبتاليدون: الكافيين، بروبيفينازون - أقراص في بداية العدوى (مع فيتامولتين)
21. Orchikrin: مستخلص من هرمون التستوستيرون البقري والغدة النخامية والجليسروفوسفات كمقوي ومنشط. كما سوق كمنشط جنسي.[16]
22. بنسلين-هاما: بنسلين - مسحوق مضاد حيوي موضعي. بعد محاولة الاغتيال في 20 يوليو 1944 لعلاج ذراعه اليمنى.
23. بيرفيتين: حقن الميثامفيتامين للاكتئاب العقلي والتعب.[8] [16]
24. Progynon B-Oleosum : Estradiol Valerate استر البنزويك لهرمون الجريب، لتحسين الدورة الدموية في الغشاء المخاطي في المعدة.
25. Prostacrinum: أمبولين كل يومين لمدة قصيرة في عام 43، مستخلص من الحويصلات المنوية والبروستاتا - حقن عضلي لعلاج الاكتئاب العقلي.[16]
26. بروستوفانتا: Strophantine 0.3 ملجم، جلوكوز، فيتامين ب، حمض النيكوتينيك - جليكوسيد القلب IM ، مقوي.
27. سبتويد: حقن في الوريد بـ 10 سم مكعب من 3٪ يود (على شكل يوديد البوتاسيوم) مع 10 سم مكعب من 20٪ جلوكوز، مرتين أو ثلاث مرات في اليوم، لتحسين حالة القلب والصوت الثاني المتغير.
28. Strophantin : '41 إلى '44 - دورة من أسبوعين من Strophanthus gratus glycoside 0.2 ملغ يوميا لتصلب الشرايين التاجية.
29. سيمباتول: طرطرات أوكسيدرين منذ 42، 10 قطرات يوميًا لزيادة حجم دقيقة القلب
30. تيستوفيرون: بروبيونات التستوستيرون كمنشط، مقوي.
31. تونوفوسفان: '42 إلى '44، مستحضر فوسفوري - منشط SC ، مقوي
32. Ultraseptyl: سلفوناميد لالتهابات الجهاز التنفسي
33. فيريتول: منذ مارس 44 هيدروكسي فينيل 2 ميثيلامينو بروبان - قطرة للعين لعلاج العين اليسرى.
34. فيتامين كالسيوم: كافيين، فيتامينات

كتب المؤرخ هيو تريفور روبر، كتب المؤرخ هيو تريفور روبر، أنه تم تجميع قائمة كاملة تقريبًا من الأدوية التي استخدمها موريل بعد الحرب من سجلاته اليومية الدقيقة التي من غير المرجح أن تكون مبالغًا فيها.

### الحرب العالمية الثانية
..في عام 1939 تورط موريل عن غير قصد في غزو تشيكوسلوفاكيا أصبح الرئيس التشيكوسلوفاكي إميل حاشا خائفًا للغاية من فورة هتلر لدرجة أنه أغمي عليه. قام موريل بحقن المنشطات في Hacha لإيقاظه، وعلى الرغم من أنه ادعى أن هذه كانت فيتامينات فقط، فقد تحتوي على الميثامفيتامين سرعان ما استسلم Hacha لمطالب هتلر.
عندما كان راينهارد هايدريش، الذي كان يشغل منصب حامي الرايخ لبوهيميا ومورافيا - الجزء الأيسر من تشيكوسلوفاكيا بعد ضم هتلر لأرض سوديتن - ضحية لمحاولة اغتيال في مايو 1942 كان موريل أحد الأطباء الذين جلبهم هاينريش هيملر إلى عالج رجل SS المصاب بجروح خطيرة. تم تجاهل توصيته باستخدام المضادات الحيوية من قبل كبير أطباء هاينريش هيملر كارل جيبهاردت  بدأت الغرغرينا
وتوفي هايدريش بعد أسبوع.
بعد محاولة اغتيال هتلر في 20 يوليو / تموز 1944 عالجه موريل بالبنسلين الموضعي والذي لم يدخله الجيش الأمريكي إلا مؤخرًا في الاختبار. من أين حصل عليه غير معروف، وادعى موريل جهله التام بالبنسلين عندما تم استجوابه من قبل ضباط المخابرات الأمريكية بعد الحرب. عندما تمت مقابلة أعضاء من الدائرة الداخلية لهتلر لكتاب The Bunker
ادعى البعض أن موريل تمتلك حصة كبيرة في شركة تسوّق عن طريق الاحتيال منتجًا مثل البنسلين.
عندما أصيب هتلر باليرقان في سبتمبر 1944 بدأ الدكتور إروين جايسينج - أخصائي الأذن والأنف والحنجرة الذي تم إحضاره في الأصل لعلاج الديكتاتور بعد الأضرار التي لحقت بطبلة أذنه من انفجار قنبلة مؤامرة 20 يوليو - في الظهور. يشك في معاملة موريل لهتلر. يشتبه في أنه يعرف سبب اليرقان، فقد تناول جيزينج نفسه عن عمد ببعض «حبوب دكتور كويستر المضادة للغازات» التي كان موريل يتناولها هتلر بأعداد كبيرة كل يوم، ووجد أن لها آثارًا ضارة بشكل معتدل. بعد تحليلها، وجد أنها تحتوي على الإستركنين والبلادونا، الإستركنين هو سبب اليرقان. أبلغ جايسينغ عن نتائجه لاثنين من أطباء هتلر الآخرين، وهما كارل براندت وهانسكارل فون هاسيلباخ، الذين أخبروا بدورهم أعضاء آخرين من حاشية هتلر. عندما وصلت كلمة هذا أخيرًا إلى هتلر، كان غاضبًا. وأعلن أن لديه إيمانًا تامًا بموريل وعلاجاته، قام بفصل جميع الأطباء الثلاثة - جيزينج وبراندت وهاسلباخ - على الرغم من أن الأخيرين كانا معه منذ أيامه الأولى في السلطة.   بعد عدة أشهر، سُجن براندت وحُكم عليه بالإعدام في محاكمات نورمبرغ. 
بحلول أبريل 1945 كان هتلر يتناول العديد من الحبوب يوميًا، إلى جانب العديد من الحقن. تصف الملاحظات الشخصية لموريل كيف عامل هتلر على مر السنين، بما في ذلك تدوينات مثل، «الحقن كما هو الحال دائمًا»، و "Eukodal"، وهو الاسم التجاري الألماني المبكر للأوكسيكودون الأفيوني.
كان موريل أحد سكان Führerbunker ، الواقع في حديقة Reich Chancellery ، بمجرد انتقال هتلر والوفد المرافق له هناك من عرين الذئب في Rastenburg في شرق بروسيا. مع تقدم معركة برلين وأصبحت التوقعات رهيبة، كان موريل هو الذي قدم كبسولات السيانيد التي ستستخدمها إيفا براون لاحقًا لقتل نفسها، والتي استخدمها جوزيف جوبلز وزوجته ماجدة لقتل أطفالهما الستة قبل أن يقتلوا أنفسهم.
في 20 أبريل 1945 أمر هتلر موريل وألبرت بورمان والأدميرال كارل جيسكو فون بوتكامر والدكتور هوغو بلاشك والسكرتيرات يوهانا وولف وكريستا شرودر وعدة أشخاص آخرين بمغادرة المخبأ وبرلين بالطائرة إلى أوبيرسالزبرج. أخبر هتلر موريل أنه لا يحتاج إلى المزيد من المساعدة الطبية، على الرغم من أنه استمر في تناول العديد من الأدوية التي وصفها موريل له. خلال الأسبوع الأخير من حياة هتلر، كانت تدار من قبل الدكتور فيرنر هاس وهاينز لينج، خادم هتلر. طارت المجموعة من برلين في رحلات مختلفة على متن طائرات Fliegerstaffel des Führers خلال الأيام الثلاثة التالية. كان موريل على متن الرحلة التي غادرت برلين في 23 أبريل.

## الجوائز الشخصية والثروة
منح هتلر موريل لقب أستاذ ومنحه شارة الحزب الذهبي وصليب فرسان الصليب الاستحقاق الحربي. تمكن موريل من استخدام علاقته بهتلر لبيع «فيتامولتين» الخاص به لجبهة العمل الألمانية ومنتجه «مسحوق روسلا» إلى الفيرماخت. بالإضافة إلى راتب سنوي قدره 60,000 ℛℳ ، أكسبت هذه المشاريع التجارية موريل ثروة تقدر بحوالي سبعة ملايين مارك مارك.

## السنوات الأخيرة والموت
قُِبض على موريل من قبل القوات الأمريكية واستجوب في 18 مايو 1945. ورد أن أحد المحققين «اشمئز» من السمنة ونقص النظافة. على الرغم من أنه كان محتجزًا في معسكر اعتقال أمريكي في موقع معسكر اعتقال بوخنفالد السابق، واستجوب بسبب قربه من هتلر، لم يتهم موريل قط بارتكاب جريمة. عانى من السمنة المفرطة وسوء الحالة الصحية، وتوفي في مستشفى تيغرنزيه في 26 مايو 1948.